# Биле
Биле (Bile, Bili, Billanchi, Bille, Kunbille) — один из бантоидных джараванских языков, на котором говорят в районе Демса, юго-западнее города Нуман, вдоль реки Билле штата Адамава в Нигерии. Распадается на диалекты биле, кулунг, мбула-бвазза.